# Адамюк, Владимир Михайлович
Влади́мир Миха́йлович Адамю́к (укр. Володимир Михайлович Адамюк; род. 17 июля 1991, Сивка-Калушская, Ивано-Франковская область) — украинский футболист, защитник львовских «Карпат».

## Биография
С 2005 года по 2008 год выступал в детско-юношеской футбольной лиге Украины за СДЮШОР Калуш, где его тренером был Юрий Маляр. Позже являлся игроком любительских клубов «Калуш» и «Тужилов». В 2012 году играл за «Кроно-Карпаты» из села Брошнев-Осада в чемпионате Ивано-Франковской области. В составе команды стал основным игроком, проведя за сельский клуб 29 матчей и забив 7 голов в первенстве, а также сыграв в 3 играх на Кубке области.
1 марта 2013 года стал игроком «Крымтеплицы» из Молодёжного, которая выступала в Первой лиге Украины. Свой первый матч на профессиональном уровне провёл 30 марта 2013 года на выезде против донецкого «Олимпика» (0:3), Адамюк вышел в конце встречи, на 89 минуте вместо Сергея Цоя. Всего в этом сезоне Владимир провёл 9 игр, в своей последней игре за крымчан против ахтырского «Нефтяника-Укрнефть» Адамюк получил красную карточку.
В июне 2013 года «Крымтеплица» снялась с розыгрыша Первой лиги Украины, после чего Владимир перешёл в днепродзержинскую «Сталь». В феврале 2014 года вместе с командой стал победителем Кубка Приднепровья. В сезоне 2013/14 «Сталь» заняла второе место во Второй лиге и вышла в Первую лигу Украины. Адамюк являлся основным центральным защитником «Стали». Владимир дважды попал в сборную Второй лиги по итогам полугода по версии сайта Football.ua, также 8 раз он входил в сборную тура.
В Первой лиге сезона 2014/15 Адамюк являлся основным игроком своей команды, он дважды попадал в сборную тура по версии сайтов Football.ua и UA-Футбол. «Сталь» в итоге заняла второе место в турнире, а из-за банкротства донецкого «Металлурга» вышла в Премьер-лигу Украины.
19 июля 2015 года дебютировал в чемпионате Украины, в матче первого тура сезона 2015/16 против киевского «Динамо», Адамюк отыграл всю встречу, однако «Сталь» проиграла со счётом (1:2). 1 февраля 2016 года официально покинул днепродзержинский клуб свободным агентом. 18 февраля того же года стало известно, что Адамюк подписал соглашение с «Днепром» до конца сезона 2015/16.
В июле 2017 года заключил годичное соглашение с ровенским «Вересом». После того как «Львов» заменил «Верес» в Премьер-лиге перед началом сезона 2018/19 Адамюк продолжил карьеру в львовском клубе. В сезоне 2018/19 стал единственным игроком чемпионата, который сыграл во всех матчах Премьер-лиги Украины.
В декабре 2019 года подписал трёхлетний контракт с клубом «Днепр-1».

## Достижения
«Сталь» (Днепродзержинск)
- Серебряный призёр Первой лиги Украины: 2014/15
- Серебряный призёр Второй лиги Украины: 2013/14

«Днепр-1»
- Серебряный призёр чемпионата Украины: 2022/23

## Статистика
| Сезон   | Клуб                    | Лига                 | Чемпионат | Чемпионат | Кубок | Кубок | Дубль | Дубль |
| Сезон   | Клуб                    | Лига                 | Игры      | Голы      | Игры  | Голы  | Игры  | Голы  |
| ------- | ----------------------- | -------------------- | --------- | --------- | ----- | ----- | ----- | ----- |
| 2012/13 | Крымтеплица             | Первая лига Украины  | 9         | 0         |       |       |       |       |
| 2013/14 | Сталь (Днепродзержинск) | Вторая лига Украины  | 33        | 7         | 2     | 0     |       |       |
| 2014/15 | Сталь (Днепродзержинск) | Первая лига Украины  | 25        | 1         | 3     | 0     |       |       |
| 2015/16 | Сталь (Днепродзержинск) | Премьер-лига Украины | 16        | 1         | 3     | 1     |       |       |
| 2015/16 | Днепр (Днепр)           | Премьер-лига Украины | 3         | 0         | 1     | 0     | 1     | 0     |
| 2016/17 | Днепр (Днепр)           | Премьер-лига Украины | 24        | 0         | 3     | 0     |       |       |